# 르자오시
르자오시(일조, 중국어 간체자: 日照, 병음: Rìzhào)는 중화인민공화국 산둥성 남부에 위치한 지급시이다. 황해와 접하고, 동쪽으로는 칭다오시, 북쪽으로는 웨이팡 시, 서쪽으로는 린이 시와 경계를 맞대고 있다. 남쪽으로는 장쑤성 롄윈강 시와 맞닿아 있다. 르자오는 상하이에서 북쪽으로 620 km, 칭다오에서 남서쪽으로 170 km, 롄윈강에서 북쪽으로 120 km 떨어진 주요 해항이다. 르자오의 해항은 주요 업무는 철광석과 석탄의 선적과 하역이다. 해항을 통해 통과하는 다른 생산품은 시멘트, 니켈, 보크사이트 등이다.

## 행정구역

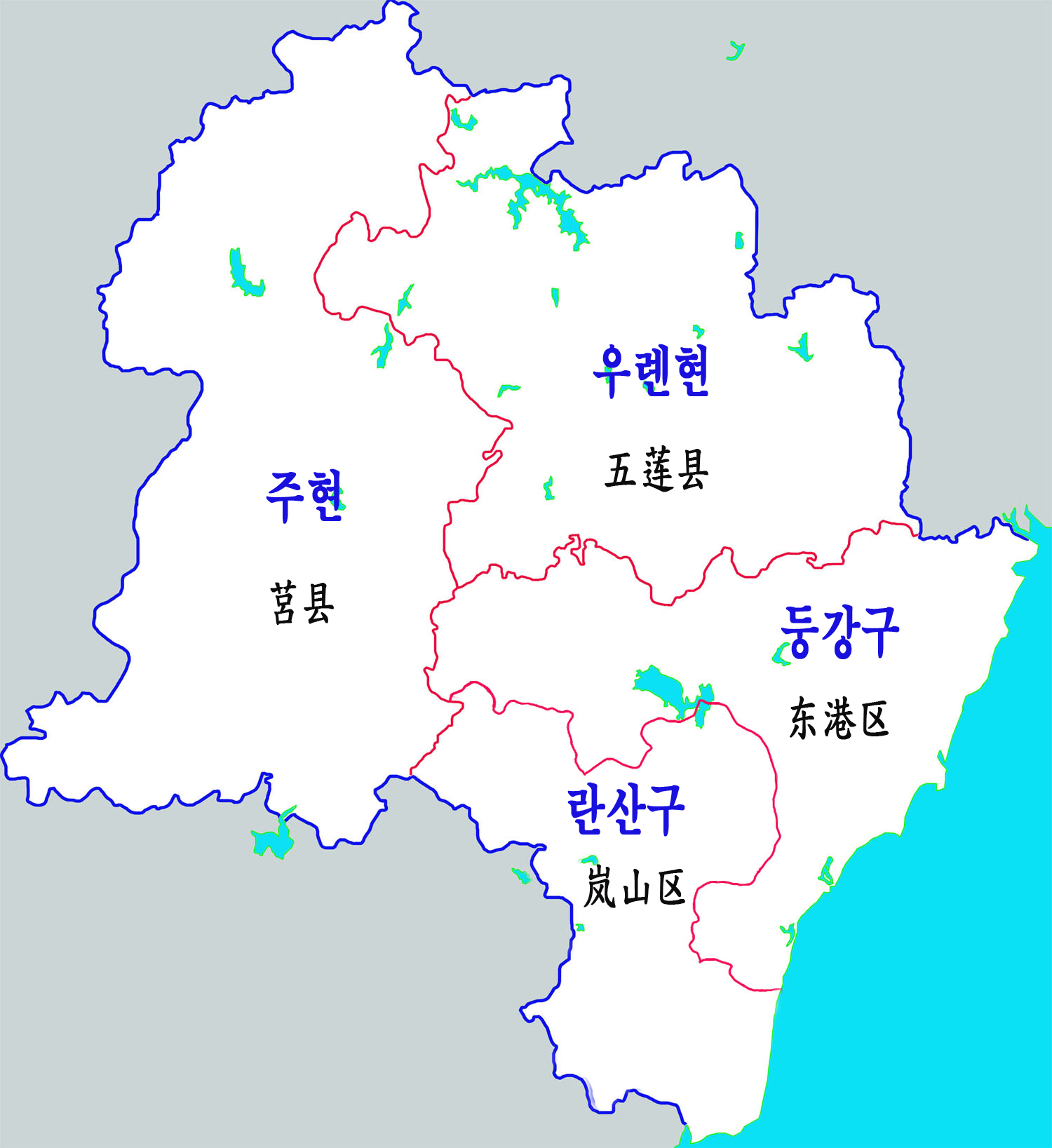
둥잉시 현급구역

2개의 시할구와 2개의 현을 관할한다.

시할구
- 둥강 구(東港区)
- 란산 구(嵐山区)

현
- 우롄 현(五蓮県)
- 주 현(莒県)

## 관광
르자오 시(日照市) 여행의 주요한 특색 중 첫 번째는 ‘바다’이다. 르자오 시는 해안선이 100 km 정도 이어져 있으며, 바다, 항구, 모래사장, 섬, 호수가 하나가 된 관광 구를 형성하고 있다. 두 번째 특색은 ‘산’이다.
구역 안에 있는 크고 작은 산을 합치면 4,358개나 되고, 허산 산(河山), 푸라이산 산(浮来山)을 주로 하는 관광구를 형성하고 있다. 세 번째 특색은 ‘고대(古)’이며 각종 문화유적이 1,500여 개에 달한다. 이 밖에 10평방km의 국가 급 해변 삼림공원이 있으며, 해수와 모래사장이 어우러진 삼림욕과 해수욕 관광 구를 형성하고 있다.

## 기후
| 르자오시의 기후                                               | 르자오시의 기후 | 르자오시의 기후 | 르자오시의 기후 | 르자오시의 기후 | 르자오시의 기후 | 르자오시의 기후 | 르자오시의 기후 | 르자오시의 기후 | 르자오시의 기후 | 르자오시의 기후 | 르자오시의 기후 | 르자오시의 기후 | 르자오시의 기후 |
| 월                                                            | 1월             | 2월             | 3월             | 4월             | 5월             | 6월             | 7월             | 8월             | 9월             | 10월            | 11월            | 12월            | 연간            |
| ------------------------------------------------------------- | --------------- | --------------- | --------------- | --------------- | --------------- | --------------- | --------------- | --------------- | --------------- | --------------- | --------------- | --------------- | --------------- |
| 역대 최고 기온 °C (°F)                                        | 14.6 (58.3)     | 19.0 (66.2)     | 25.0 (77.0)     | 34.0 (93.2)     | 35.7 (96.3)     | 38.3 (100.9)    | 41.4 (106.5)    | 36.2 (97.2)     | 37.6 (99.7)     | 30.2 (86.4)     | 25.8 (78.4)     | 17.9 (64.2)     | 41.4 (106.5)    |
| 일평균 최고 기온 °C (°F)                                      | 4.4 (39.9)      | 6.4 (43.5)      | 11.3 (52.3)     | 17.2 (63.0)     | 22.5 (72.5)     | 25.4 (77.7)     | 28.5 (83.3)     | 28.9 (84.0)     | 25.9 (78.6)     | 20.7 (69.3)     | 13.4 (56.1)     | 6.8 (44.2)      | 17.6 (63.7)     |
| 일일 평균 기온 °C (°F)                                        | 0.3 (32.5)      | 2.3 (36.1)      | 6.8 (44.2)      | 12.7 (54.9)     | 18.2 (64.8)     | 21.8 (71.2)     | 25.5 (77.9)     | 25.9 (78.6)     | 22.3 (72.1)     | 16.6 (61.9)     | 9.3 (48.7)      | 2.7 (36.9)      | 13.7 (56.7)     |
| 일평균 최저 기온 °C (°F)                                      | −2.8 (27.0)     | −0.9 (30.4)     | 3.4 (38.1)      | 9.0 (48.2)      | 14.7 (58.5)     | 19.1 (66.4)     | 23.1 (73.6)     | 23.3 (73.9)     | 19.0 (66.2)     | 12.9 (55.2)     | 5.8 (42.4)      | −0.5 (31.1)     | 10.5 (50.9)     |
| 역대 최저 기온 °C (°F)                                        | −13.8 (7.2)     | −12.6 (9.3)     | −7.1 (19.2)     | −2.5 (27.5)     | 5.9 (42.6)      | 11.5 (52.7)     | 14.9 (58.8)     | 13.4 (56.1)     | 9.4 (48.9)      | 0.5 (32.9)      | −7.2 (19.0)     | −12.2 (10.0)    | −13.8 (7.2)     |
| 평균 강수량 mm (인치)                                         | 11.3 (0.44)     | 18.6 (0.73)     | 22.2 (0.87)     | 37.7 (1.48)     | 77.5 (3.05)     | 87.2 (3.43)     | 197.2 (7.76)    | 163.4 (6.43)    | 86.9 (3.42)     | 39.0 (1.54)     | 35.3 (1.39)     | 16.5 (0.65)     | 792.8 (31.19)   |
| 평균 강수일수 (≥ 0.1 mm)                                      | 3.3             | 4.5             | 5.0             | 6.8             | 8.0             | 8.6             | 13.0            | 11.3            | 7.5             | 5.2             | 5.2             | 3.5             | 81.9            |
| 평균 강설일수                                                 | 2.8             | 2.3             | 0.9             | 0.1             | 0               | 0               | 0               | 0               | 0               | 0               | 0.4             | 1.6             | 8.1             |
| 평균 상대 습도 (%)                                            | 59              | 63              | 63              | 65              | 70              | 81              | 86              | 83              | 73              | 65              | 63              | 58              | 69              |
| 평균 월간 일조시간                                            | 172.9           | 163.4           | 206.8           | 217.8           | 230.1           | 187.5           | 175.3           | 196.7           | 204.9           | 201.3           | 173.2           | 176.6           | 2,306.5         |
| 가능 일조율                                                   | 55              | 53              | 55              | 55              | 53              | 43              | 40              | 48              | 56              | 58              | 57              | 58              | 53              |
| 출처: 중국기상국 (평년값: 1991년~2020년, 극값: 1971년~2010년) |                 |                 |                 |                 |                 |                 |                 |                 |                 |                 |                 |                 |                 |

## 갤러리

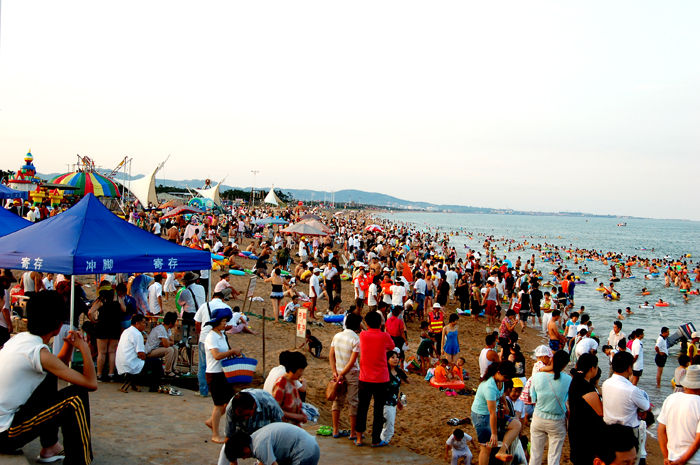
완핑 커우 해변
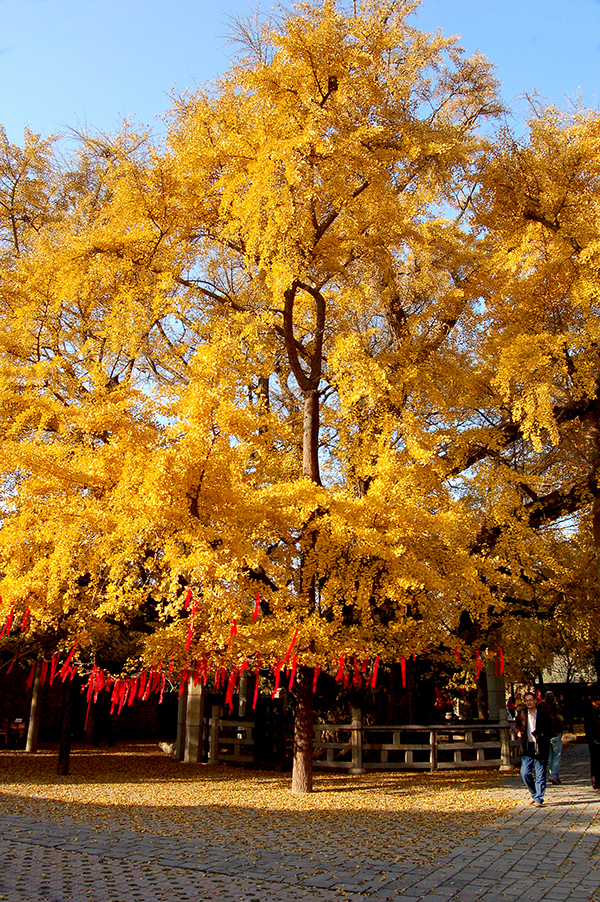
푸라이 산
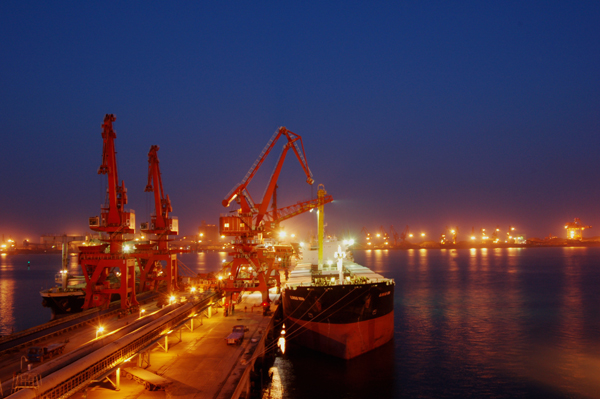
르자오 항구
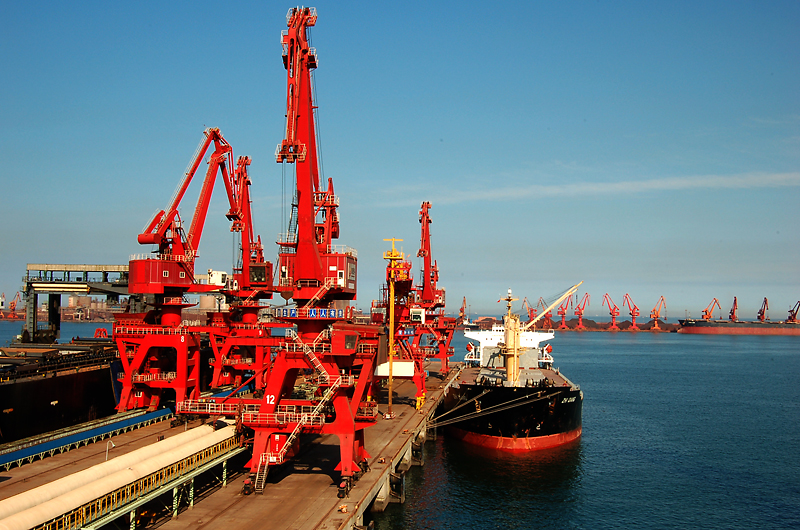
르자오 항구
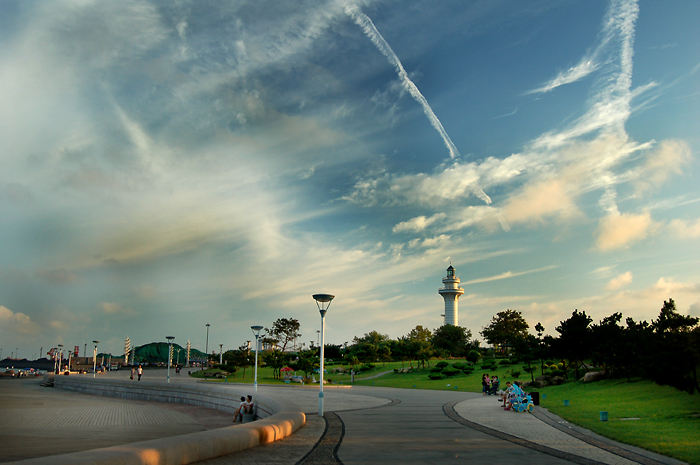
등대
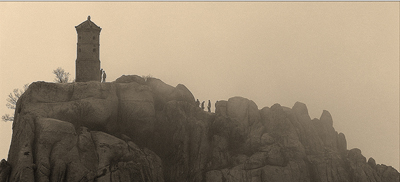
우롄 산

## 자매 도시
- 일본 무로란
- 튀르키예 트라브존

## 우호교류 도시
- 대한민국 평택시